# Anapomella
Anapomella is een geslacht van wantsen uit de familie van de Miridae (Blindwantsen). Het geslacht werd voor het eerst wetenschappelijk beschreven door V.G. Putshkov in 1961.

## Soorten
Het genus is monotypisch en bevat alleen de volgende soort:

- Anapomella arnoldii V.G. Putshkov, 1961